# Jurinella pollinosa
Jurinella pollinosa är en tvåvingeart som först beskrevs av Wulp 1888.  Jurinella pollinosa ingår i släktet Jurinella och familjen parasitflugor.
Artens utbredningsområde är Costa Rica. Inga underarter finns listade i Catalogue of Life.